# Friedburg
 Friedburg ist ein historischer Markt in Oberösterreich, der erstmals 1439 das Marktrecht erhielt. Er ist heute der Hauptort und eine Katastralgemeinde der Gemeinde Lengau im Bezirk Braunau am Inn.

## Geographie
Der Markt befindet sich am südwestlichen Ausläufer des Kobernaußerwaldes im südlichen Innviertel auf einer Höhe von 530 m ü. A. Aktuell hat die Ortschaft Friedburg 754 Einwohner (Stand: 1. Jänner 2024). Die Katastralgemeinde Friedburg ist 6,88 km² groß, zu ihr zählen außerdem die Ortschaften Baierberg, Gassl, Kühbichl, St. Ulrich und einige Häuser der Ortschaft Ameisberg.

## Geschichte
Friedburg dürfte im 12. Jahrhundert im Besitz der Bischöfe von Bamberg gewesen sein und wurde 1377 an Konrad und Harding Kuchler verkauft. Die Witwe von Konrad verkaufte die Burg und das Dorf 1439 an Herzog Heinrich von Bayern, der Friedburg zu einem herzoglichen Pfleggericht erhob. 1504 wurde der Ort gebrandschatzt und nachdem im Laufe der Jahrhunderte die erste Markterhebung in Vergessenheit geraten war, erfolgte 1930 zum zweiten Mal die Markterhebung. Nur ein Jahr später wurde Friedburg nach Lengau eingemeindet.

## Kultur und Sehenswürdigkeiten

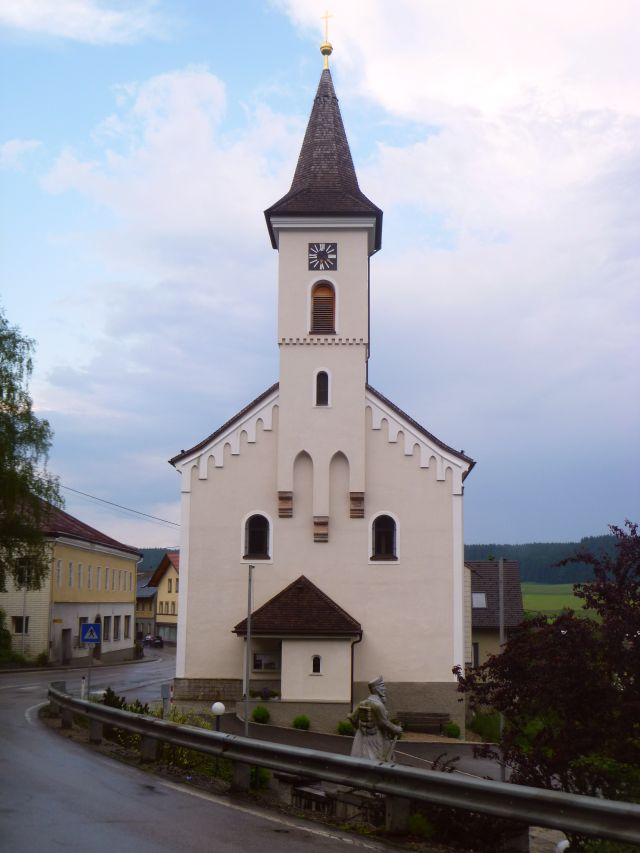
Pfarrkirche Friedburg

- Burg Friedburg: Es ist der Burgstall erhalten. Die Burg stand nahe der Kirche und steht als eine der bedeutendsten Burganlagen im südlichen Innviertel unter Denkmalschutz.[2]
- Katholische Pfarrkirche Friedburg hl. Sebastian: Die Kirche wurde urkundlich um 1180 genannt. Ende der 1860er Jahre erfolgt ein Neubau. Der reizvolle Rokokohochaltar entstand um 1770; die Kanzel in barocken Formen im Jahr 1869.[2]
- Der barocke Pfarrhof wurde 1676 bis 1679 vom Baumeister Josef Vilzkotter erbaut, 1737 erfolgte ein Zubau.[2]